# Hieracium claricolor
Hieracium claricolor es una especie de planta con flor del género Hieracium, de la familia Asteraceae, orden Asterales.

## Distribución
Hieracium claricolor se distribuye por Suecia.

## Taxonomía
Fue descrita científicamente por Johanss. Fue publicada en Jämtl. Hierac. Vulg.: 11 (1914).